# Cortinarius ionomataius
Cortinarius ionomataius är en svampart som beskrevs av Soop 2005. Cortinarius ionomataius ingår i släktet Cortinarius och familjen spindlingar.   Inga underarter finns listade i Catalogue of Life.